# Serie A2 1983-1984 (hockey su pista)
La Serie A2 1983-1984 è stata la 35ª edizione del torneo di secondo livello del campionato italiano di hockey su pista. Esso è stato organizzato dalla Federazione Italiana Hockey e Pattinaggio in collaborazione con la Lega Nazionale Hockey Pista.
Al termine del torneo furono promosse in Serie A1 l'AFP Giovinazzo, il Marzotto Valdagno e lo Sporting Viareggio. A retrocedere in Serie B furono Mens Sana Siena e il Salerno

## Novità
La ristrutturazione dei campionati concordata dalla Lega Nazionale Hockey Pista con la FIHP entrò in vigore a partire da questo campionato.
La necessità di una completa revisione delle categorie nazionali ormai obsolete portò alla trasformazione della Serie B in Serie A2 a girone unico sulla falsariga di quanto realizzato dalla Lega Basket.
 Con l'apertura degli uffici della LNHP si risolsero vari problemi di disinformazione palesati dalla vecchia struttura romana, non più capace di supportare le richieste sia dei giornali che delle piccole radio private locali ormai in pieno sviluppo.

È per questo motivo che i dati relativi a questo primo campionato di Serie A2 si trovano quasi esclusivamente sui quotidiani locali emiliani, toscani e del triveneto.

## Formula
Il torneo fu organizzato con la formula del girone all'italiana senza alcun play-off con le vincenti della categoria inferiore ne tanto meno con le retrocedende della Serie A1 a mettere in discussione i titoli acquisiti sul campo durante la regular season.
Le prime tre classificate sono però ammesse ai play-off scudetto nel turno preliminare da giocare con le squadre di Serie A1 classificate al 6º, 7º e 8º posto in classifica.
Quale importante variazione al regolamento organico fu l'abolizione del quoziente reti in caso di pari punti e l'adozione delle regole relative alla differenza reti e agli scontri diretti in caso di ulteriore parità, fermo restando che, in caso di attribuzione di un titolo sportivo di promozione oppure di retrocessione si sarebbe disputata una o più gare in campo neutro. Carente la normativa conservata in LNHP per cui non si riesce a capire se la differenza reti è stata applicata anche per le squadre non in zona promozione o retrocessione.

## Squadre partecipanti
| Club               | Stag.    | Città              | Impianto                    | Stagione precedente        |
| ------------------ | -------- | ------------------ | --------------------------- | -------------------------- |
| AFP Giovinazzo     | dettagli | Giovinazzo (BA)    | PalaPansini                 | 13º in Serie A, retrocesso |
| CGC Viareggio      | dettagli | Viareggio (LU)     | Palazzo dello Sport         | 12º in Serie A, retrocesso |
| Goriziana          | dettagli | Gorizia            | Palestra Valletta del Corno | In Serie B                 |
| Laverda Breganze   | dettagli | Breganze (VI)      | PalaFerrarin                | In Serie B                 |
| Marzotto Valdagno  | dettagli | Valdagno (VI)      | Palasport di Valdagno       | 14º in Serie A, retrocesso |
| Mens Sana Siena    | dettagli | Siena              | Pala Mens Sana              | In Serie B                 |
| Prato Primavera    | dettagli | Maliseti (FI)      | Pista di Maliseti           | In Serie B                 |
| Salerno            | dettagli | Salerno            | PalaPalumbo                 | In Serie B                 |
| Sporting Viareggio | dettagli | Viareggio (LU)     | Palazzo dello Sport         | In Serie B                 |
| Thiene             | dettagli | Thiene (VI)        | PalaCeccato                 | In Serie B                 |
| Tricolore          | dettagli | Reggio nell'Emilia | PalaFanticini               | In Serie B                 |
| Triestina          | dettagli | Trieste            | PalaChiarbola               | In Serie B                 |

## Classifica
La classifica è stata tratta da fonti dell'epoca con necessari distinguo.
|  | Pos. | Squadra            | Pt | G  | V  | N | P  | GF  | GS  | DR   |
|  | ---- | ------------------ | -- | -- | -- | - | -- | --- | --- | ---- |
|  | 1.   | AFP Giovinazzo     | 38 | 22 | 18 | 2 | 2  | 116 | 46  | +70  |
|  | 2.   | Marzotto Valdagno  | 34 | 22 | 15 | 4 | 3  | 142 | 71  | +71  |
|  | 3.   | Sporting Viareggio | 31 | 22 | 14 | 3 | 5  | 94  | 61  | +33  |
|  | 4.   | Prato Primavera    | 30 | 22 | 13 | 4 | 5  | 107 | 68  | +39  |
|  | 5.   | Thiene             | 27 | 22 | 12 | 3 | 7  | 105 | 62  | +43  |
|  | 6.   | Laverda Breganze   | 26 | 22 | 11 | 4 | 7  | 119 | 87  | +32  |
|  | 7.   | CGC Viareggio      | 23 | 22 | 10 | 3 | 9  | 84  | 78  | +6   |
|  | 8.   | Goriziana          | 22 | 22 | 10 | 2 | 10 | 95  | 80  | +15  |
|  | 9.   | Tricolore          | 12 | 22 | 6  | 0 | 16 | 82  | 119 | -37  |
|  | 10.  | Triestina          | 12 | 22 | 6  | 0 | 16 | 94  | 168 | -74  |
|  | 11.  | Mens Sana Siena    | 6  | 22 | 3  | 0 | 19 | 69  | 147 | -78  |
|  | 12.  | Salerno            | 3  | 22 | 1  | 1 | 20 | 66  | 186 | -120 |

Legenda:
  Partecipa al play-off scudetto.
      Promosso in Serie A1 1984-1985.
      Retrocesso in Serie B 1984-1985.
Note:
Due punti a vittoria, uno a pareggio, zero a sconfitta.
In caso di arrivo di due o più squadre a pari punti, la graduatoria finale verrà stilata secondo la classifica avulsa tra le squadre interessate che prevede, in ordine, i seguenti criteri:
- Punti negli scontri diretti.
- Differenza reti negli scontri diretti.
- Differenza reti generale.
- Reti realizzate in generale.
- Sorteggio.

## Risultati

### Tabellone
Compilato esclusivamente con risultati pubblicati dalla LNHP.
| 1983-1984          | AfpG | CgcV | Gori | LavB | MarV | Mens | PriM | Sale | SpoV | Thie | Tric | Trie |
| ------------------ | ---- | ---- | ---- | ---- | ---- | ---- | ---- | ---- | ---- | ---- | ---- | ---- |
| AFP Giovinazzo     | –––– | 2-1  | 10-2 | 8-3  | 5-2  | 9-2  | 3-1  | 17-4 | 6-3  | 3-2  | 6-2  | 4-3  |
| CGC Viareggio      | 0-0  | –––– | 5-1  | 3-10 | 1-4  | 4-1  | 2-5  | 7-2  | 2-2  | 2-1  | 7-6  | 6-2  |
| Goriziana          | 0-3  | 2-3  | –––– | 2-0  | 5-3  | 10-1 | 5-3  | 8-0  | 4-4  | 2-4  | 9-2  | 4-6  |
| Laverda Breganze   | 6-3  | 4-4  | 2-2  | –––– | 7-8  | 10-3 | 6-7  | 9-5  | 5-4  | 1-6  | 6-2  | 8-4  |
| Marzotto Valdagno  | 4-3  | 5-3  | 5-3  | 5-5  | –––– | 7-3  | 6-4  | 13-1 | 2-2  | 8-3  | 11-0 | 12-2 |
| Mens Sana Siena    | 1-7  | 4-11 | 3-4  | 4-12 | 3-7  | –––– | 4-10 | 13-2 | 1-5  | 2-9  | 2-9  | 0-3  |
| Prato Primavera    | 3-3  | 8-3  | 6-4  | 5-3  | 4-4  | 1-4  | –––– | 4-1  | 3-2  | 1-1  | 7-1  | 12-6 |
| Salerno            | 0-8  | 5-10 | 7-8  | 3-3  | 3-10 | 5-4  | 2-8  | –––– | 2-4  | 3-9  | 2-4  | 6-9  |
| Sporting Viareggio | 1-2  | 2-1  | 2-1  | 2-3  | 6-5  | 7-0  | 3-2  | 10-3 | –––– | 3-1  | 5-3  | 8-2  |
| Thiene             | 2-3  | 4-1  | 4-2  | 0-3  | 2-2  | 9-5  | 3-3  | 10-2 | 3-5  | –––– | 6-1  | 10-5 |
| Tricolore          | 2-4  | 2-3  | 3-6  | 6-4  | 2-7  | 1-6  | 0-1  | 8-4  | 4-6  | 4-6  | –––– | 8-5  |
| Triestina          | 2-7  | 6-5  | 4-11 | 1-9  | 4-12 | 5-3  | 2-9  | 10-4 | 6-8  | 1-10 | 6-12 | –––– |

### Calendario
| Andata (1ª) | Andata (1ª) | Prima giornata                      | Ritorno (12ª) | Ritorno (12ª) |
|             |             |                                     |               |               |
| 5 nov.      | 2-5         | CGC Viareggio-Prato Primavera       | 3-8           | 28 gen.       |
| 5 nov.      | 2-4         | Goriziana-Thiene                    | 2-4           | 28 gen.       |
| 5 nov.      | 5-4         | Laverda Breganze-Sporting Viareggio | 3-2           | 28 gen.       |
| 5 nov.      | 11-0        | Marzotto Valdagno-Tricolore         | 7-2           | 28 gen.       |
| 5 nov.      | 5-4         | Salerno-Mens Sana Siena             | 2-13          | 28 gen.       |
| 5 nov.      | 2-7         | Triestina-AFP Giovinazzo            | 3-4           | 28 gen.       |

| Andata (2ª) | Andata (2ª) | Seconda giornata                 | Ritorno (13ª) | Ritorno (13ª) |
|             |             |                                  |               |               |
| 12 nov.     | 5-2         | AFP Giovinazzo-Marzotto Valdagno | 3-4           | 4 feb.        |
| 12 nov.     | 4-1         | Prato Primavera-Salerno          | 8-2           | 4 feb.        |
| 12 nov.     | 3-4         | Mens Sana Siena-Goriziana        | 1-10          | 4 feb.        |
| 12 nov.     | 8-2         | Sporting Viareggio-Triestina     | 8-6           | 4 feb.        |
| 12 nov.     | 4-1         | Thiene-CGC Viareggio             | 1-2           | 4 feb.        |
| 12 nov.     | 6-4         | Tricolore-Laverda Breganze       | 2-6           | 4 feb.        |

| Andata (3ª) | Andata (3ª) | Terza giornata                    | Ritorno (14ª) | Ritorno (14ª) |
|             |             |                                   |               |               |
| 19 nov.     | 6-3         | AFP Giovinazzo-Sporting Viareggio | 2-1           | 11 feb.       |
| 19 nov.     | 7-6         | CGC Viareggio-Tricolore           | 3-2           | 11 feb.       |
| 19 nov.     | 8-0         | Goriziana-Salerno                 | 8-7           | 11 feb.       |
| 19 nov.     | 6-7         | Laverda Breganze-Prato Primavera  | 3-5           | 11 feb.       |
| 19 nov.     | 7-3         | Marzotto Valdagno-Mens Sana Siena | 7-3           | 11 feb.       |
| 19 nov.     | 1-10        | Triestina-Thiene                  | 5-10          | 11 feb.       |

| Andata (4ª) | Andata (4ª) | Quarta giornata                  | Ritorno (15ª) | Ritorno (15ª) |
|             |             |                                  |               |               |
| 26 nov.     | 2-3         | Goriziana-CGC Viareggio          | 1-5           | 18 feb.       |
| 26 nov.     | 4-12        | Mens Sana Siena-Laverda Breganze | 3-10          | 18 feb.       |
| 26 nov.     | 3-3         | Prato Primavera-AFP Giovinazzo   | 1-3           | 18 feb.       |
| 26 nov.     | 6-9         | Salerno-Triestina                | 4-10          | 18 feb.       |
| 26 nov.     | 5-3         | Sporting Viareggio-Tricolore     | 6-4           | 18 feb.       |
| 26 nov.     | 2-2         | Thiene-Marzotto Valdagno         | 3-8           | 18 feb.       |

| Andata (3ª) | Andata (3ª) | Terza giornata                    | Ritorno (14ª) | Ritorno (14ª) |
|             |             |                                   |               |               |
| 19 nov.     | 6-3         | AFP Giovinazzo-Sporting Viareggio | 2-1           | 11 feb.       |
| 19 nov.     | 7-6         | CGC Viareggio-Tricolore           | 3-2           | 11 feb.       |
| 19 nov.     | 8-0         | Goriziana-Salerno                 | 8-7           | 11 feb.       |
| 19 nov.     | 6-7         | Laverda Breganze-Prato Primavera  | 3-5           | 11 feb.       |
| 19 nov.     | 7-3         | Marzotto Valdagno-Mens Sana Siena | 7-3           | 11 feb.       |
| 19 nov.     | 1-10        | Triestina-Thiene                  | 5-10          | 11 feb.       |

| Andata (4ª) | Andata (4ª) | Quarta giornata                  | Ritorno (15ª) | Ritorno (15ª) |
|             |             |                                  |               |               |
| 26 nov.     | 2-3         | Goriziana-CGC Viareggio          | 1-5           | 18 feb.       |
| 26 nov.     | 4-12        | Mens Sana Siena-Laverda Breganze | 3-10          | 18 feb.       |
| 26 nov.     | 3-3         | Prato Primavera-AFP Giovinazzo   | 1-3           | 18 feb.       |
| 26 nov.     | 6-9         | Salerno-Triestina                | 4-10          | 18 feb.       |
| 26 nov.     | 5-3         | Sporting Viareggio-Tricolore     | 6-4           | 18 feb.       |
| 26 nov.     | 2-2         | Thiene-Marzotto Valdagno         | 3-8           | 18 feb.       |

| Andata (5ª) | Andata (5ª) | Quinta giornata                    | Ritorno (16ª) | Ritorno (16ª) |
|             |             |                                    |               |               |
| 3 dic.      | 0-0         | CGC Viareggio-AFP Giovinazzo       | 1-2           | 25 feb.       |
| 3 dic.      | 1-6         | Laverda Breganze-Thiene            | 3-0           | 25 feb.       |
| 3 dic.      | 13-1        | Marzotto Valdagno-Salerno          | 10-3          | 25 feb.       |
| 3 dic.      | 1-5         | Mens Sana Siena-Sporting Viareggio | 0-7           | 25 feb.       |
| 3 dic.      | 0-1         | Tricolore-Prato Primavera          | 1-7           | 25 feb.       |
| 3 dic.      | 4-11        | Triestina-Goriziana                | 6-4           | 25 feb.       |

| Andata (6ª) | Andata (6ª) | Sesta giornata                  | Ritorno (17ª) | Ritorno (17ª) |
|             |             |                                 |               |               |
| 7 dic.      | 6-2         | AFP Giovinazzo-Tricolore        | 4-2           | 3 mar.        |
| 7 dic.      | 1-4         | CGC Viareggio-Marzotto Valdagno | 3-5           | 3 mar.        |
| 7 dic.      | 5-3         | Goriziana-Primavera Pragto      | 4-6           | 3 mar.        |
| 7 dic.      | 2-4         | Salerno-Sporting Viareggio      | 3-10          | 3 mar.        |
| 7 dic.      | 9-5         | Thiene-Mens Sana Siena          | 9-2           | 3 mar.        |
| 7 dic.      | 1-9         | Triestina-Laverda Breganze      | 4-8           | 3 mar.        |

| Andata (5ª) | Andata (5ª) | Quinta giornata                    | Ritorno (16ª) | Ritorno (16ª) |
|             |             |                                    |               |               |
| 3 dic.      | 0-0         | CGC Viareggio-AFP Giovinazzo       | 1-2           | 25 feb.       |
| 3 dic.      | 1-6         | Laverda Breganze-Thiene            | 3-0           | 25 feb.       |
| 3 dic.      | 13-1        | Marzotto Valdagno-Salerno          | 10-3          | 25 feb.       |
| 3 dic.      | 1-5         | Mens Sana Siena-Sporting Viareggio | 0-7           | 25 feb.       |
| 3 dic.      | 0-1         | Tricolore-Prato Primavera          | 1-7           | 25 feb.       |
| 3 dic.      | 4-11        | Triestina-Goriziana                | 6-4           | 25 feb.       |

| Andata (6ª) | Andata (6ª) | Sesta giornata                  | Ritorno (17ª) | Ritorno (17ª) |
|             |             |                                 |               |               |
| 7 dic.      | 6-2         | AFP Giovinazzo-Tricolore        | 4-2           | 3 mar.        |
| 7 dic.      | 1-4         | CGC Viareggio-Marzotto Valdagno | 3-5           | 3 mar.        |
| 7 dic.      | 5-3         | Goriziana-Primavera Pragto      | 4-6           | 3 mar.        |
| 7 dic.      | 2-4         | Salerno-Sporting Viareggio      | 3-10          | 3 mar.        |
| 7 dic.      | 9-5         | Thiene-Mens Sana Siena          | 9-2           | 3 mar.        |
| 7 dic.      | 1-9         | Triestina-Laverda Breganze      | 4-8           | 3 mar.        |

| Andata (7ª) | Andata (7ª) | Settima giornata                     | Ritorno (18ª) | Ritorno (18ª) |
|             |             |                                      |               |               |
| 10 dic.     | 2-2         | Laverda Breganze-Goriziana           | 0-2           | 10 mar.       |
| 10 dic.     | 1-7         | Mens Sana Siena-AFP Giovinazzo       | 2-9           | 10 mar.       |
| 10 dic.     | 1-1         | Prato Primavera-Thiene               | 3-3           | 10 mar.       |
| 10 dic.     | 5-10        | Salerno-CGC Viareggio                | 2-7           | 10 mar.       |
| 10 dic.     | 6-5         | Sporting Viareggio-Marzotto Valdagno | 2-2           | 10 mar.       |
| 10 dic.     | 8-5         | Tricolore-Triestina                  | 12-6          | 10 mar.       |

| Andata (8ª) | Andata (8ª) | Ottava giornata                    | Ritorno (19ª) | Ritorno (19ª) |
|             |             |                                    |               |               |
| 17 dic.     | 8-3         | AFP Giovinazzo-Laverda Breganze    | 3-6           | 17 mar.       |
| 17 dic.     | 5-3         | Marzotto Valdagno-Goriziana        | 3-5           | 17 mar.       |
| 17 dic.     | 3-2         | Sporting Viareggio-Prato Primavera | 2-3           | 17 mar.       |
| 17 dic.     | 10-2        | Thiene-Salerno                     | 9-3           | 17 mar.       |
| 17 dic.     | 6-5         | Triestina-CGC Viareggio            | 2-6           | 17 mar.       |
| 17 dic.     | 1-6         | Tricolore-Mens Sana Siena          | 9-2           | 17 mar.       |

| Andata (7ª) | Andata (7ª) | Settima giornata                     | Ritorno (18ª) | Ritorno (18ª) |
|             |             |                                      |               |               |
| 10 dic.     | 2-2         | Laverda Breganze-Goriziana           | 0-2           | 10 mar.       |
| 10 dic.     | 1-7         | Mens Sana Siena-AFP Giovinazzo       | 2-9           | 10 mar.       |
| 10 dic.     | 1-1         | Prato Primavera-Thiene               | 3-3           | 10 mar.       |
| 10 dic.     | 5-10        | Salerno-CGC Viareggio                | 2-7           | 10 mar.       |
| 10 dic.     | 6-5         | Sporting Viareggio-Marzotto Valdagno | 2-2           | 10 mar.       |
| 10 dic.     | 8-5         | Tricolore-Triestina                  | 12-6          | 10 mar.       |

| Andata (8ª) | Andata (8ª) | Ottava giornata                    | Ritorno (19ª) | Ritorno (19ª) |
|             |             |                                    |               |               |
| 17 dic.     | 8-3         | AFP Giovinazzo-Laverda Breganze    | 3-6           | 17 mar.       |
| 17 dic.     | 5-3         | Marzotto Valdagno-Goriziana        | 3-5           | 17 mar.       |
| 17 dic.     | 3-2         | Sporting Viareggio-Prato Primavera | 2-3           | 17 mar.       |
| 17 dic.     | 10-2        | Thiene-Salerno                     | 9-3           | 17 mar.       |
| 17 dic.     | 6-5         | Triestina-CGC Viareggio            | 2-6           | 17 mar.       |
| 17 dic.     | 1-6         | Tricolore-Mens Sana Siena          | 9-2           | 17 mar.       |

| Andata (9ª) | Andata (9ª) | Nona giornata                   | Ritorno (20ª) | Ritorno (20ª) |
|             |             |                                 |               |               |
| 21 dic.     | 3-10        | CGC Viareggio-Laverda Breganze  | 4-4           | 24 mar.       |
| 21 dic.     | 4-4         | Goriziana-Sporting Viareggio    | 1-2           | 24 mar.       |
| 21 dic.     | 12-2        | Marzotto Valdagno-Triestina     | 12-4          | 24 mar.       |
| 21 dic.     | 1-4         | Prato Primavera-Mens Sana Siena | 10-4          | 24 mar.       |
| 21 dic.     | 0-8         | Salerno-AFP Giovinazzo          | 4-17          | 24 mar.       |
| 21 dic.     | 6-1         | Thiene-Tricolore                | 6-4           | 24 mar.       |

| Andata (10ª) | Andata (10ª) | Decima giornata                   | Ritorno (21ª) | Ritorno (21ª) |
|              |              |                                   |               |               |
| 14 dic.      | 3-2          | AFP Giovinazzo-Thiene             | 3-2           | 31 mar.       |
| 14 dic.      | 9-5          | Laverda Breganze-Salerno          | 3-3           | 31 mar.       |
| 14 dic.      | 0-3          | Mens Sana Siena-Triestina         | 3-5           | 31 mar.       |
| 14 dic.      | 4-4          | Prato Primavera-Marzotto Valdagno | 4-6           | 31 mar.       |
| 14 dic.      | 2-1          | Sporting Viareggio-CGC Viareggio  | 2-2           | 31 mar.       |
| 14 dic.      | 3-6          | Tricolore-Goriziana               | 2-9           | 31 mar.       |

| Andata (9ª) | Andata (9ª) | Nona giornata                   | Ritorno (20ª) | Ritorno (20ª) |
|             |             |                                 |               |               |
| 21 dic.     | 3-10        | CGC Viareggio-Laverda Breganze  | 4-4           | 24 mar.       |
| 21 dic.     | 4-4         | Goriziana-Sporting Viareggio    | 1-2           | 24 mar.       |
| 21 dic.     | 12-2        | Marzotto Valdagno-Triestina     | 12-4          | 24 mar.       |
| 21 dic.     | 1-4         | Prato Primavera-Mens Sana Siena | 10-4          | 24 mar.       |
| 21 dic.     | 0-8         | Salerno-AFP Giovinazzo          | 4-17          | 24 mar.       |
| 21 dic.     | 6-1         | Thiene-Tricolore                | 6-4           | 24 mar.       |

| Andata (10ª) | Andata (10ª) | Decima giornata                   | Ritorno (21ª) | Ritorno (21ª) |
|              |              |                                   |               |               |
| 14 dic.      | 3-2          | AFP Giovinazzo-Thiene             | 3-2           | 31 mar.       |
| 14 dic.      | 9-5          | Laverda Breganze-Salerno          | 3-3           | 31 mar.       |
| 14 dic.      | 0-3          | Mens Sana Siena-Triestina         | 3-5           | 31 mar.       |
| 14 dic.      | 4-4          | Prato Primavera-Marzotto Valdagno | 4-6           | 31 mar.       |
| 14 dic.      | 2-1          | Sporting Viareggio-CGC Viareggio  | 2-2           | 31 mar.       |
| 14 dic.      | 3-6          | Tricolore-Goriziana               | 2-9           | 31 mar.       |

| \| Andata (11ª) \| Andata (11ª) \| Undicesima giornata \| Ritorno (22ª) \| Ritorno (22ª) \| \| \| \| \| \| \| \| 21 gen. \| 4-1 \| CGC Viareggio-Mens Sana Siena \| 11-4 \| 7 apr. \| \| 21 gen. \| 0-3 \| Goriziana-AFP Giovinazzo \| 2-10 \| 7 apr. \| \| 21 gen. \| 5-5 \| Marzotto Valdagno-Laverda Breganze \| 8-7 \| 7 apr. \| \| 21 gen. \| 2-4 \| Salerno-Tricolore \| 4-8 \| 7 apr. \| \| 21 gen. \| 3-5 \| Thiene-Sporting Viareggio \| 1-3 \| 7 apr. \| \| 21 gen. \| 2-9 \| Triestina-Prato Primavera \| 6-12 \| 7 apr. \| |              |                                    |               |               |
| Andata (11ª) | Andata (11ª) | Undicesima giornata                | Ritorno (22ª) | Ritorno (22ª) |
| |              |                                    |               |               |
| 21 gen. | 4-1          | CGC Viareggio-Mens Sana Siena      | 11-4          | 7 apr.        |
| 21 gen. | 0-3          | Goriziana-AFP Giovinazzo           | 2-10          | 7 apr.        |
| 21 gen. | 5-5          | Marzotto Valdagno-Laverda Breganze | 8-7           | 7 apr.        |
| 21 gen. | 2-4          | Salerno-Tricolore                  | 4-8           | 7 apr.        |
| 21 gen. | 3-5          | Thiene-Sporting Viareggio          | 1-3           | 7 apr.        |
| 21 gen. | 2-9          | Triestina-Prato Primavera          | 6-12          | 7 apr.        |

| Andata (11ª) | Andata (11ª) | Undicesima giornata                | Ritorno (22ª) | Ritorno (22ª) |
|              |              |                                    |               |               |
| 21 gen.      | 4-1          | CGC Viareggio-Mens Sana Siena      | 11-4          | 7 apr.        |
| 21 gen.      | 0-3          | Goriziana-AFP Giovinazzo           | 2-10          | 7 apr.        |
| 21 gen.      | 5-5          | Marzotto Valdagno-Laverda Breganze | 8-7           | 7 apr.        |
| 21 gen.      | 2-4          | Salerno-Tricolore                  | 4-8           | 7 apr.        |
| 21 gen.      | 3-5          | Thiene-Sporting Viareggio          | 1-3           | 7 apr.        |
| 21 gen.      | 2-9          | Triestina-Prato Primavera          | 6-12          | 7 apr.        |